# Blepisanis pallidipennis
Blepisanis pallidipennis là một loài bọ cánh cứng trong họ Cerambycidae.